# Tenango, Tezontepec de Aldama
Tenango är en ort i Mexiko.   Den ligger i kommunen Tezontepec de Aldama och delstaten Hidalgo, i den sydöstra delen av landet, 90 km norr om huvudstaden Mexico City. Tenango ligger 2 041 meter över havet och antalet invånare är 1 342.
Terrängen runt Tenango är kuperad åt nordväst, men åt sydost är den platt. Runt Tenango är det ganska tätbefolkat, med 214 invånare per kvadratkilometer. Närmaste större samhälle är Tezontepec de Aldama, 4,4 km söder om Tenango. Trakten runt Tenango består till största delen av jordbruksmark.